# یواس‌اس ریلیف (آی‌دی-۲۱۷۰)
یواس‌اس ریلیف (آی‌دی-۲۱۷۰) (به انگلیسی: USS Relief (ID-2170)) یک کشتی بود که طول آن ۲۰۰ فوت ۰ اینچ (۶۰٫۹۶ متر) بود. این کشتی در سال ۱۹۰۷ ساخته شد.